# إسقاط المنزل
إسقاط المنزل (بالإنجليزية: Bringing Down the House)‏ هو فيلم كوميدي تم إنتاجه في الولايات المتحدة وصدر في سنة 2003. الفيلم من إخراج آدم شانكمان من بطولة ستيف مارتن وكوين لطيفة ويوجين ليفي وجوان بلاورايت.

## القصة
تدور أحداث الفيلم حول حياة المحامي بيتر ساندرسون التي تتسم بالجدية والانهماك في العمل، فلا وقت لديه لقضاء بعض الوقت مع عائلته المكونة من بنت وولد وزوجة، إلى أن قررت زوجته أن تطلب الطلاق منه، تاركة له الأولاد، ليتولى هو مسؤولية رعايتهم. يلجأ بيتر إلى محاولة بائسة إلى محادثة فتيات مجهولات على الإنترنت، فيتعرف على فتاة تطلق على نفسها المحامية، لكنها حين تأتي إلى منزله يكتشف أنها ليست فتاة بيضاء راقية زرقاء العينين كما تخيلها؛ بل تشارلين فتاة سوداء هاربة من السجن بعد اتهامها بسرقة مسلحة، ويحاول بيتر التخلص منها، ولكنها تطلب مساعدته في إثبات براءتها، وترفض المغادرة حتى يفعل ذلك. تنقلب حياة بيتر رأسا على عقب بسبب التناقض الشديد بين تشارلين وبيتر، فبدأت تشارلين تهدد حياته المهنية والشخصية . وبالرغم من التناقض الشديد بينهما إلا أنهما يساعد أحدهما الآخر في تعلم كثير من أمور الحياة، ورجوع حياتهما إلى طبيعتها .

## الميزانية والإيرادات
بلغت تكلفة إنتاج الفيلم حوالي 33 مليون دولار بينما حقق أرباحا تقدر بـ 164,729,679 دولار.

## وصلات خارجية
- إسقاط المنزل على موقع IMDb (الإنجليزية)
- إسقاط المنزل على موقع ميتاكريتيك (الإنجليزية)
- إسقاط المنزل على موقع الموسوعة البريطانية (الإنجليزية)
- إسقاط المنزل على موقع روتن توميتوز (الإنجليزية)
- إسقاط المنزل على موقع نتفليكس (الإنجليزية)
- إسقاط المنزل على موقع قاعدة بيانات الأفلام العربية
- إسقاط المنزل على موقع ألو سيني (الفرنسية)
- إسقاط المنزل على موقع Turner Classic Movies (الإنجليزية)
- إسقاط المنزل على موقع أول موفي (الإنجليزية)
- إسقاط المنزل على موقع بوكس أوفيس موجو (الإنجليزية)